# John Murray Allan
John Murray Allan, né en août 1948, est un industriel et chef d'entreprise britannique et européen. Il est l'actuel président de la confédération de l'industrie britannique (Confederation of British Industry ou CBI) ainsi que le dirigeant de Tesco.

## Biographie
John Allan est diplômé d'un Baccalauréat universitaire en sciences en mathématiques à l'université d'Édimbourg en 1970,.
Il est depuis 2014, PDG de Barratt Developments.
Il est également directeur administratif et financier du transporteur allemand Deutsche Post AG.
Il est vice-président jusqu'au 19 juin 2018, puis président de la Confederation of British Industry.
.